# Ronald Sanderson

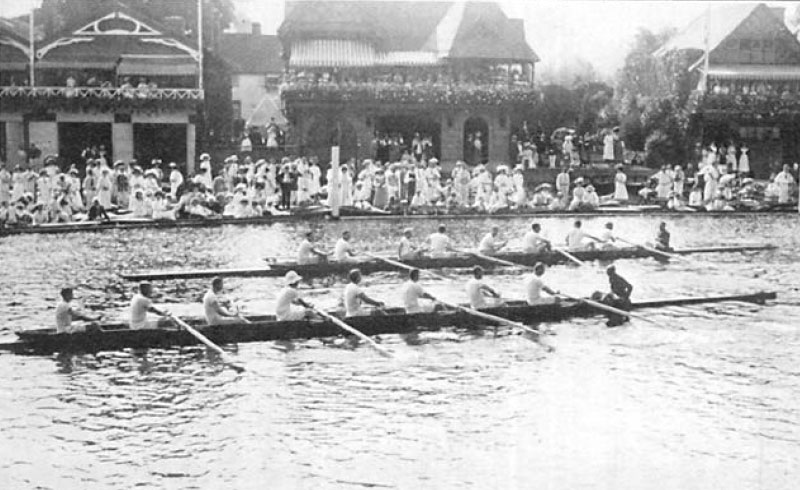
Olympische Spiele 1908: Der Achter des Leander Club gewinnt seinen Vorlauf gegen Ungarn

Ronald Harcourt Sanderson (* 11. Dezember 1876 in Uckfield; † 17. April 1918 in Gommecourt, Frankreich) war ein britischer Ruderer und Olympiasieger im Achter.
Ronald Sanderson gehörte dem Leander Club an. Seine Ausbildung erhielt er in Harrow und dann auf dem Trinity College in Cambridge. 1899 und 1900 nahm er für Cambridge am Boat Race teil und gewann beide Male. Sein Vater hatte bereits 1862 für Cambridge am Boat Race teilgenommen. Bei der in Henley ausgetragenen Olympischen Regatta 1908 siegte Sanderson mit dem Achter des Leander Club im Finale gegen das belgische Großboot.
Ronald Sanderson fiel als Offizier der Royal Field Artillery im Ersten Weltkrieg.